# ミシェル・プロドーム
ミシェル・ジョルジュ・ジャン・ギスラン・プロドーム（Michel Georges Jean Ghislain Preud'Homme, 1959年1月24日 - ）は、ベルギー出身の元サッカー選手、サッカー指導者。ポジションはゴールキーパー。

## 経歴
1977年にスタンダール・リエージュでトップデビューし、1981-82、1982-83シーズンのジュピラーリーグ優勝に貢献。1986年にKVメヘレンに移籍後、カップウィナーズカップ、UEFAスーパーカップなどのタイトルを獲得。1988-89シーズンにはジュピラーリーグでチーム41年ぶりとなる優勝に貢献した。
1979年にベルギー代表デビュー。当初はジャン＝マリー・パフの控えだったが、1980年代後半から正GKとなり、W杯は1990年イタリア大会・1994年アメリカ大会の2回出場。アメリカ大会では好守を連発、存在無くしてチームの決勝トーナメント進出は無かったと言える活躍を見せ、大会最優秀ゴールキーパーに与えられるヤシン賞の初代受賞者となった。
W杯後の1994年にポルトガルの名門SLベンフィカに移籍し、1999年に40歳で引退した。ベルギー代表通算58試合出場。2000-01シーズン途中の2001年1月にスタンダール・リエージュの監督に就任したが、2000-01シーズンは3位、2001-02シーズンは5位と、クラブの規模を考えれば不本意な成績しか残せなかった。2002年夏に監督を辞めて同クラブのテクニカル・ディレクターの職に就くが、2006-07シーズン開幕直後にヨハン・ボスカンプ監督を解任し、自身が監督の座に就任した。前回の就任から数えると4シーズン目となる2007-08シーズンにジュピラーリーグで優勝を果たし、最優秀監督賞を受賞した。2008年にKAAヘントの監督に就任、2009-10シーズンにはヘントをリーグカップの優勝に導き、リーグも2位という好成績で終えた。2010年5月24日、FCトゥウェンテ監督に就任した。

## 代表歴

### 出場大会
- ベルギー代表
  - 1990 FIFAワールドカップ
  - 1994 FIFAワールドカップ

### 試合数
- 国際Aマッチ 58試合 0得点（1979年-1994年）[5]

| ベルギー代表 | 国際Aマッチ | 国際Aマッチ |
| 年           | 出場        | 得点        |
| ------------ | ----------- | ----------- |
| 1979         | 1           | 0           |
| 1980         | 0           | 0           |
| 1981         | 2           | 0           |
| 1982         | 0           | 0           |
| 1983         | 0           | 0           |
| 1984         | 0           | 0           |
| 1985         | 0           | 0           |
| 1986         | 0           | 0           |
| 1987         | 2           | 0           |
| 1988         | 5           | 0           |
| 1989         | 8           | 0           |
| 1990         | 11          | 0           |
| 1991         | 7           | 0           |
| 1992         | 7           | 0           |
| 1993         | 5           | 0           |
| 1994         | 10          | 0           |
| 通算         | 58          | 0           |

## 監督成績
| クラブ                   | 就任           | 退任          | 記録 | 記録 | 記録 | 記録 | 記録   |
| クラブ                   | 就任           | 退任          | 試合 | 勝   | 分   | 負   | 勝率 % |
| ------------------------ | -------------- | ------------- | ---- | ---- | ---- | ---- | ------ |
| スタンダール・リエージュ | 2000年12月20日 | 2002年5月5日  | 60   | 25   | 22   | 13   | 041.67 |
| スタンダール・リエージュ | 2006年8月30日  | 2008年5月26日 | 81   | 51   | 17   | 13   | 062.96 |
| ヘント                   | 2008年5月27日  | 2010年5月22日 | 89   | 46   | 20   | 23   | 051.69 |
| トゥウェンテ             | 2010年5月23日  | 2011年6月13日 | 53   | 31   | 12   | 10   | 058.49 |
| アル・シャバブ・リヤド   | 2011年6月13日  | 2013年9月18日 | 67   | 42   | 15   | 10   | 062.69 |
| クラブ・ブルッヘ         | 2013年9月19日  | 2017年5月31日 | 191  | 112  | 29   | 50   | 058.64 |
| スタンダール・リエージュ | 2018年5月23日  |               | 0    | 0    | 0    | 0    | —      |
| 通算                     | 通算           | 通算          | 541  | 307  | 115  | 119  | 056.75 |

## 獲得タイトル

### 選手
スタンダール・リエージュ
- ジュピラー・プロ・リーグ 1988-89, 1982-83
- ベルギー・カップ 1980-81
- ベルギー・スーパーカップ 1981, 1983

KVメヘレン
- ジュピラー・プロ・リーグ 1988-89
- ベルギー・カップ 1986-87
- UEFAカップウィナーズカップ 1987-88
- UEFAスーパーカップ 1988

SLベンフィカ
- タッサ・デ・ポルトガル 1995-1996

### 指導者
スタンダール・リエージュ
- ジュピラー・プロ・リーグ 2007-08

KAAヘント
- ベルギー・カップ 2009-10

FCトゥウェンテ
- ヨハン・クライフ・スハール 2010
- KNVBカップ 2010-11

アル・シャバブ・リヤド
- サウジ・プロフェッショナルリーグ 2011-12

クラブ・ブルッヘ
- ベルギー・カップ 2014-15

### 個人

#### 選手
- ベルギー・ゴールデン・シュー 1987, 1989
- ベルギー年間最優秀ゴールキーパー賞 1988, 1989, 1990, 1991
- IFFHS選定年間最優秀ゴールキーパー 1994
- UEFA年間最優秀ゴールキーパー 1994
- ヤシン賞 1994

#### 指導者
- ベルギー最優秀監督賞 2007-08
- リヌス・ミケルス・アワード 2010-11